# Alexander Bain (philosophe)
Pour les articles homonymes, voir Alexander Bain et Bain.
Alexander Bain est un philosophe utilitariste écossais, né et mort à Aberdeen (1818-1903).
Issu d'une famille pauvre mais admis, grâce à son ardeur au travail, au collège de sa ville natale, il fit une brillante carrière universitaire et occupa finalement la chaire de logique et de littérature anglaise à l'université d'Aberdeen. Il appartient à l'école positiviste anglaise et fut l'un de ceux qui rajeunirent la psychologie en la faisant profiter des dernières découvertes de la physiologie et de la pathologie. Il renouvela l'associationnisme en insistant sur l'activité spontanée du cerveau, et défendit l'idéalisme contre le réalisme de Herbert Spencer.

## Biographie

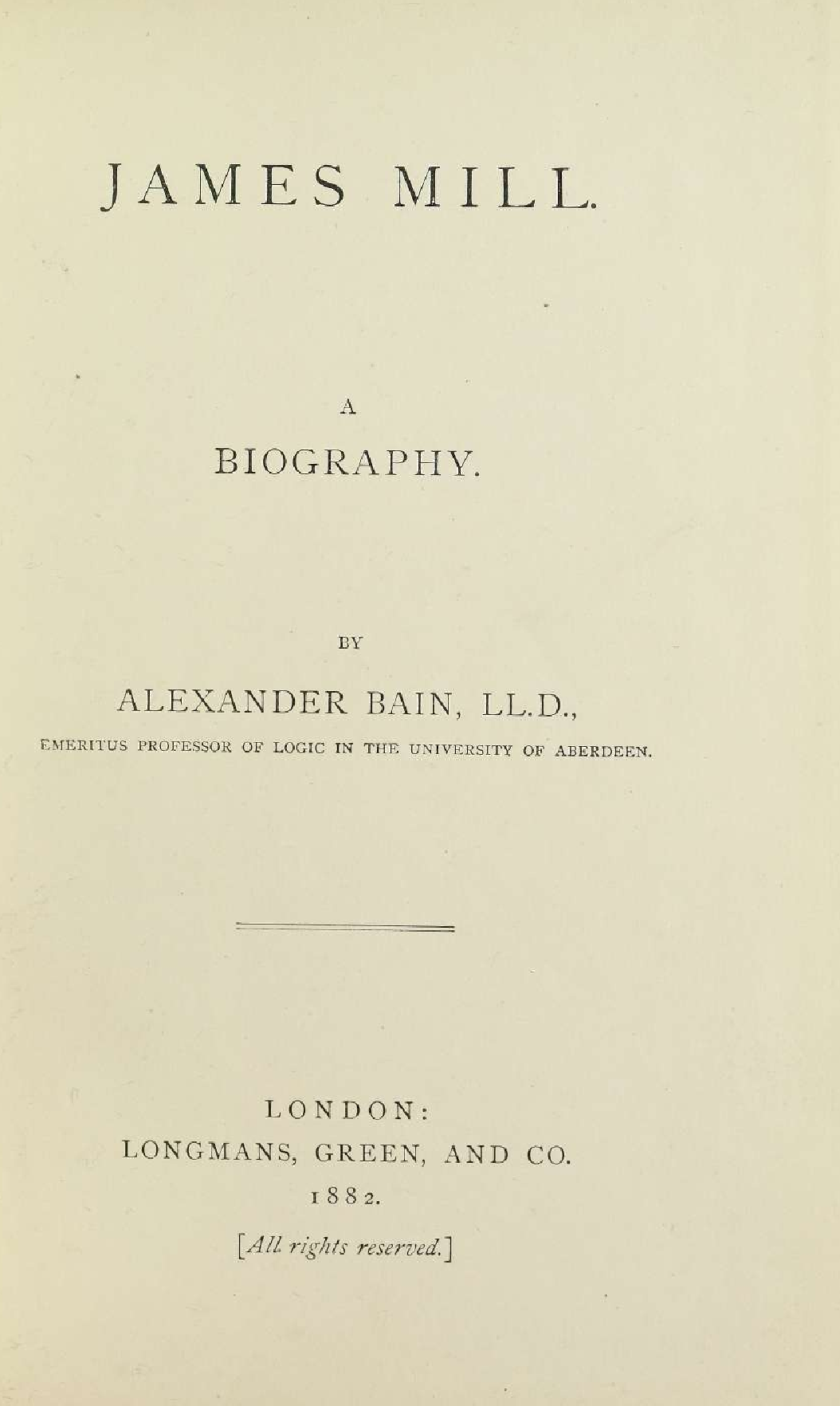
James Mill (1882)

En 1845, l'université Anderson de Glasgow le nomma professeur de mathématiques et de philosophie naturelle, mais il démissionna l'année suivante pour se consacrer à l'écriture. En 1848 il entra au ministère de la Santé publique à Londres, dans le département dirigé par Sir Edwin Chadwick, et rejoignit le cercle réformateur de George Grote et John Stuart Mill. Son premier grand essai, « Les sens et l'intelligence » (The Senses and the Intellect), date de 1855 ; il sera suivi de « Les émotions et la volonté » (The Emotions and the Will, 1859) : ces deux écrits lui attirent une réputation de penseur original. Bain exerce les fonctions d'examinateur de logique et de morale pour l'université de Londres de 1857 à 1869 et de répétiteur de morale pour le concours de recrutement des fonctionnaires de l'Indian Civil Service.
En 1860, la Couronne de Grande-Bretagne lui attribue la chaire Regius de logique et de littérature britannique de la toute récente université d'Aberdeen, formée par fusion, en 1858, des collèges écossais de King's College (Aberdeen) et de Marischal College, où Bain lui-même avait étudié.

### Linguistique
Or, jusqu'en 1858, ni la logique ni la littérature britannique n'avaient été enseignée à Aberdeen : aussi Bain se consacra-t-il à combler ces lacunes. Non seulement il parvint à élever sensiblement le niveau général des cours dans le Nord de l’Écosse, mais il parvint à mettre sur pied une école originale de pensée, qui exerça une influence profonde sur l'enseignement de la grammaire et de la syntaxe de l'anglais au Royaume-Uni. Il consacra ses premiers efforts à la compilation de manuels scolaires : Higher English Grammar et An English Grammar (1863), suivi de son Manual of Rhetoric (1866), A First English Grammar (1872), Companion to the Higher Grammar (1874). Ces ouvrages, de par l'originalité et l'étendue des thèmes abordés, connurent une forte audience parmi les grammairiens britanniques.

### Philosophie
Les écrits philosophiques déjà publiés par Bain, surtout « Les sens et l'intelligence », qu'il compléta  par « Étude du caractère » (The Study of Character, 1861) où l'on trouve d'ailleurs un « Jugement sur la phrénologie » (Estimate of Phrenology), étaient trop copieux pour l'enseignement universitaire. C'est pourquoi il en tira une synthèse,  Manual of Mental and Moral Science (1868), illustrée d'exemples et actualisée sur quelques points. Son traité de logique (1870) était, là encore, un manuel destiné aux étudiants, fondé à quelques détails près sur la doctrine de Mill : on y trouve une application du principe de conservation de l'énergie à l’étude de la causalité , et une classification des sciences fondée sur la logique. Puis vinrent deux publications pour la « Bibliothèque scientifique internationale », à savoir « L’esprit et le corps considérés au point de vue de leur relation » (1872) et « La science de l'éducation » (1879). Tous ces ouvrages, depuis la Higher English Grammar, Bain les a composés au cours des vingt années d'enseignement à l'université d'Aberdeen. Il est également le fondateur d'une revue de philosophie, Mind, dont le premier numéro parut au mois de janvier 1876, sous la direction d'un de ses anciens étudiants, George Croom Robertson d'University College London. Bain rédigea de nombreux articles et critiques pour ce journal, et même il le finançait en grande partie jusqu'à ce qu'en raison de sa santé défaillante, il demande à Robertson et George Stout de prendre le relai en 1891.

### Psychologie
Bien que son autorité en tant que logicien et grammairien fût considérable, sa réputation repose aujourd'hui principalement sur ses recherches en psychologie. D'accord avec le physiologiste et spécialiste allemand d'anatomie comparée Johannes Peter Müller sur l'adage  psychologus nemo nisi physiologus (on ne saurait être psychologue sans être aussi physiologiste), il fut le premier penseur à appliquer systématiquement la physiologie à l'analyse des états de conscience en Grande-Bretagne au XIXe siècle. Sur la question de la volonté, il privilégiait les explications physiologiques par rapport aux explications métaphysiques, voyant dans les réflexes la manifestation d'une forme élémentaire de volonté, antérieure à la conscience. Il s'efforça de dresser un schéma topique des états de conscience par similitude physiologique, tout en récusant la moindre hypothèse matérialiste. Il lança la théorie du parallélisme psychophysique, que certains psychologues contemporains conservent comme hypothèse de travail. L'application de la méthode scientifique à la classification des phénomènes psychiques, le caractère méthodique de ses exposés et son habileté dans le choix des exemples, donne à ses travaux une tournure rationaliste, soulignée par son exigence de débarrasser la psychologie de toute metaphysique. Inspiré par David Hume et Auguste Comte, il a contribué à faire de la psychologie une science positive distincte. Il dénonçait la sujétion des processus psychologiques aux processus physiologiques.
Bien que William James qualifie ses recherches d’aboutissement de la première période de la psychologie, la recherche psycho-physique des décennies suivantes s'inscrit presque exclusivement dans la continuité des idées de Bain, dominées par  l’introspection en psychologie, sans toutefois écarter les éclairages apportés par la psychologie sociale, la psychologie comparée ou la psychologie du développement. Bain insistait sur l'importance des expériences conscientes de mouvement et d’effort et, en dépit du fait que la théorie de l'innervation centralisée, sous la forme qu'il lui avait donnée, soit tombée en désuétude, elle a exercé une profonde influence sur les psychologues postérieurs : ainsi, l’École du pragmatisme comme le fonctionnalisme retiennent l'idée selon laquelle l'intention n'est qu'une étape préparatoire à l’action.

### Un acteur engagé des réformes sociales
Bain, par son histoire personnelle très concerné par l’égalité devant la justice et la promotion sociale, prit tout au long de sa vie une part active en politique et dans les mouvements sociaux de son temps ; à sa retraite de l'université, il fut à deux reprises élu Recteur de l'université d'Aberdeen, à chaque fois pour au moins trois ans. Il s'y fit l'avocat acharné des réformes, surtout pour donner toute leur place à l'enseignement des sciences et des langues vivantes. Il fut en outre le défenseur des droits des étudiants, de sorte que dès 1884, le conseil de l'université d'Aberdeen adopta les premières mesures pour la création d'un Bureau des étudiants ; Bain apporta son soutien à l'Association étudiante d'Aberdeen.
Bain était membre du Conseil de la Bibliothèque municipale d'Aberdeen et du Conseil des Ecoles d'Aberdeen. Il s'impliqua dans les conférences et les revues des Instituts de Mécanique d'Aberdeen.
En reconnaissance de son action sociale en Écosse, l'université d'Édimbourg lui a accordé le titre de docteur honoris causa en droit (1871).

### Ses dernières années
Bain prit sa retraite de l'Université d'Aberdeen ; sa chaire de philosophie fut reprise par William Minto, l'un de ses meilleurs étudiants. Néanmoins, il conservait toute sa passion pour les idées, et désirait achever le plan d'étude qu'il s'était fixé jusque-là. C'est ainsi qu'en 1882 parut une Biography of James Mill, et une monographie complémentaire : John Stuart Mill: a Criticism, with Personal Recollections ; puis un recueil d'articles, publiés dans diverses revues, sous le titre de Practical Essays (1884), une réédition de sa Rhétorique (1887, 1888), ainsi qu'une déclinaison des méthodes de la rhétorique à la critique littéraire : On Teaching English ; en 1894, il donna une édition revue et corrigée de « Les sens et l'intelligence », qui résume ses recherches en psychologie. Il passa ses dernières années dans sa retraite d'Aberdeen, où il mourut le 18 septembre 1903. Quoique marié à deux reprises, il n'eut pas d'enfants. Ses dernières volontés furent qu'« on ne pose pas de stèle sur sa tombe. Ses livres, disait-il, seraient les seuls monuments qu'il laisserait à la postérité. »
Le Département de Philosophie de l'université d'Aberdeen crée la Médaille Bain en 1883, premier prix décerné aux étudiants en philosophie de l'esprit.
Comme l'a exprime le Pr. William L. Davidson dans l'éloge funèbre qu'il fit de Bain pour la revue Mind:

« Avec la disparition du Dr. Bain, la psychologie, mais aussi l’éducation et sa réforme déplorent une grande perte. Il est rare en effet qu'un philosophe associe ses idées à l'éducation et aux applications pratiques, et prenne une part active à la société dans laquelle il vit. Bain était tout cela: sachons le reconnaître. »

## Publications
- Les émotions et la volonté [« The Emotions and the Will »]  (trad. P.-L. Le Monnier), Paris, Félix Alcan, coll. « Bibliothèque de philosophie contemporaine », 1859 (réimpr. 1885).
- Étude du caractère (1861)
- L'esprit et le corps considérés au point de vue de leur relation; suivi d'études sur les Erreurs généralement répandues au sujet de l'esprit, Paris, Éd. Germer Baillière, coll. « Bibliothèque scientifique internationale », 1873.
- Les sens et l'intelligence [« The Senses and the Intellect »]  (trad. E. Cazelles), Germer Baillière, coll. « Bibliothèque de philosophie contemporaine », 1859 (réimpr. 1874).
- Logique déductive et inductive / 1, Déduction, traduit de l'anglais par Gabriel Compayré, Paris, Éd. Germer Baillière, coll. «Bibliothèque de philosophie contemporaine», 1875.
- La science de l'éducation, Paris, Germer Baillière, coll. « Bibliothèque scientifique internationale », 1879.
- Études sur James Mill et Stuart Mill (1882).

Il a publié aussi quelques ouvrages scolaires et des livres de vulgarisation scientifique.